# Mutemwiya
Mutemwiya var en kunglig bihustru under Egyptens artonde dynasti. Hon var gift med farao Thutmosis IV och mor till Amenhotep III.
Hennes bakgrund är okänd. Hon har föreslagits vara dotter till kung Artamna I av Mitanni. En annan teori är att hon var syster till Juja och faster till drottning Tiye. 
Hon fick spelade en framträdande roll vid hovet efter att hennes son besteg tronen. Hon avbildas på templet i Luxor, där hon skildras som befruktad av guden Amon i gestalt av hennes make faraon och av denna förening föder sin son farao. 
Hon levde till långt in på sin sons regeringstid.